# Филипп Юрпель
Фили́пп Юрпе́ль (фр. Philip Hurepel; 1201 — 1234) — французский принц из династии Капетингов, сын короля Филиппа II Августа и его третьей жены Агнессы Меранской. Граф Клермон-ан-Бовези с 1218 года.

## Семья

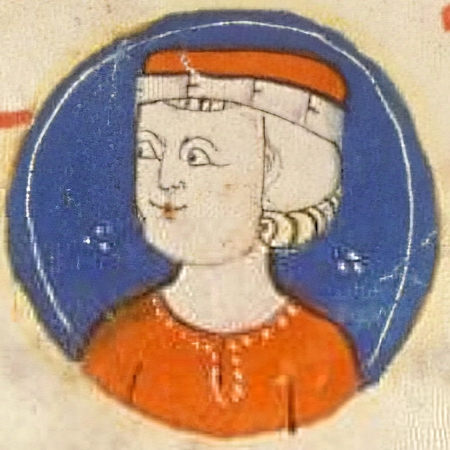
Филипп Юрпель

Не позднее 1223 года Филипп женился на Матильде II де Булонь и стал графом Булони, Мортена, Омаля и Даммартена (правил совместно с женой). У них было двое детей:
- Альберик (ок. 1222 — после 1284) — граф де Клермон, по неизвестной причине отказался от владений в пользу сестры и уехал в Англию;
- Жанна (ум. 1252) — графиня де Клермон, с 1236/41 года — жена Гоше де Шатильона.

По одной из версий, Филипп Юрпель в 1234 году во время турнира стал случайным виновником смерти графа Флориса IV Голландского и сам был убит графом Дитрихом V Клевским. Однако большинством историков эта версия отвергается, так как участие Филиппа в указанном турнире не подтверждается документами.
После его смерти графство Клермон отошло короне.
Вдова Филиппа Матильда вышла замуж за Афонсу III Португальского.